# Nicefor Gregoras
Nicefor Gregoras, także Nikefor Gregoras (gr.: Νικηφόρος Γρηγορᾶς; 1295 – 1359/1360) – bizantyński polihistor: historyk, teolog, filolog i astronom.

## Życie
Nicefor Gregoras urodził się w 1295 roku w Heraklei Pontyjskiej w Paflagonii. Początkowo uczył się u swego wuja Jana – późniejszego metropolity Heraklei. W 1315 roku przybył do Konstantynopola i podjął naukę u Teodora Metochity i patriarchy Jana Glykysa. W okresie studiów wyróżnił się szczególnymi osiągnięciami w zakresie astronomii i nauk przyrodniczych. Obdarzony przez cesarza Andronika II godnością kustosza (chartofylaksa) otrzymał zadanie dokonania reformy kalendarza i ustalenia daty świąt wielkanocnych. Ostatecznie przedłożony w 1325 roku projekt reformy nie doczekał się realizacji z powodu protestów opozycji.
W 1326 roku posłował do Serbii na dwór króla Stefana Urosza III. Po objęciu władzy przez cesarza Andronika III popadł w niełaskę. Wycofał się z życia publicznego i zajął studiami i pisarstwem. Wielką sławę przyniosła mu dysputa filozoficzno-literacka z łacińskim mnichem Barlaamem z Kalabrii przeprowadzona w pałacu wielkiego domestyka. Ponownie przywołany na dwór cesarski negocjował kwestie związane z unią kościelną z posłami papieża. Zaangażował się też w walkę z doktryną Grzegorza Palamasa. Kiedy za Palamasem opowiedział się cesarz, ponownie popadł w niełaskę. Potępiony przez synod w 1351 roku, usunął się do klasztoru Chora, gdzie kilka lat później zmarł.

## Twórczość

### Historia rzymska
Najsłynniejszym dziełem Gregorasa jest Historia rzymska (Historía romaiké), dzieło w 37 księgach obejmujące okres pomiędzy 1204 a 1359 rokiem. Gregoras kontynuuje, a częściowo uzupełnia prace swoich poprzedników Jerzego Akropolitesa i Jerzego Pachymeresa w formie pamiętnika z filozoficznym komentarzem. Dziełu brak zakończenia, posiada natomiast dwa wstępy: do księgi pierwszej i jedenastej. Księgi I-XI obejmują lata od zdobycia Konstantynopola przez krzyżowców (1204) do śmierci cesarza Andronika III (1341). Księgi XII-XXIX opisują wydarzenia z lat 1341-1355. Kolejne 6 ksiąg - XXX-XXXV - zawiera dwa traktaty teologiczne. Księgi XXXVI i XXXVII kontynuują opis wydarzeń politycznych (1355-1359).
Pierwsze 7 ksiąg (okres od 1204 do 1320) traktuje przedstawiany materiał historyczny dość pobieżnie. Autorowi zdarza się pominąć tak ważne fakty jak podział Cesarstwa pomiędzy dowódców wojsk krzyżowych, czy zdobycie Tesaloniki w 1246 roku przez Jana III Watatzesa. Natomiast w kolejnych księgach, dotyczących lat aktywnej działalności Gregorasa, narracja staje się coraz dokładniejsza. Tekst zawiera wiele dygresji, wzmianek autobiograficznych, ekskursów z dziedziny astronomii, geografii czy etnografii, relacji o obcych ludach: Bułgarach, Mongołach, Tatarach. Protagoniści: cesarze, uczeni, duchowni występują przeciw sobie z pełnymi swady mowami. Gregoras nie stroni też od scen życia codziennego, przytaczania wróżb, przepowiedni i wróżebnych zjawisk. Całość napisana jest żywo i na ogół bezstronnie. Jedynie przedstawiając spór z hezychastami, w którym sam brał udział w latach 50., Gregoras traci obiektywizm, utwór staje się tendencyjny, rozwlekły, przeładowany aktami i dokumentami.
Dzieło Gregorasa wykorzystuje własne doświadczenia autora – urzędnika, dyplomaty i uczonego oraz materiały archiwalne. Stanowi główne źródło do dziejów I połowy XIV wieku, przynosząc sporo cennego materiału z zakresu administracji i gospodarki, dziedzin rzadko obecnych w średniowiecznej historiografii. Gregoras napisał je językiem klasycznym, wzorowanym na Dialogach Platona. Historia rzymska zachowała się w przeszło 20. rękopisach pochodzących z okresu pomiędzy XIV a XVI wiekiem. Wykorzystali ją następnie Laonik Chalkokondyles i Jerzy Sphrantzes.

### Inne dzieła
Oprócz historii Gregoras zajmował się również teologią. Pozostawił po sobie dialog Florentyńczyk, czyli o mądrości (Phloréntios e perí sophías) będący ujętą w formie dialogu Platona z Lukianem, dysputą autora z mnichem Barlaamem (1330). Napisał też 18 Mów polemicznych i potępiających (Lògoj antirretiòj te kaj steliteutikòj) skierowanych przeciw palamitom. Jako zwolennik unii religijnej z Rzymem, w sporach z palamitami zbliżał się do stanowiska łacinników.
Napisał kilka, różnego rodzaju utworów hagiograficznych: odczytywane w kościołach enkomia na Konstantyna Wielkiego i trzech świętych żołnierzy: Demetriusza, Jerzego i Teodora; żywoty (Bíoj) świętej Basilissy, świętego Merkurego, Michała Synkellosa, świętej Teofano oraz Opis męczeństwa (Martýrion) św. Kodratosa.
Do prac filologicznych Gregorasa należą: Ćwiczenia gramatyczne (Technología grammatiké), O ortografii (Perí ortographías) oraz Komentarz do Odysei (Epítomos ekségesis ejs ta kath'Homéru plánas tu Odysséos).
Wynikiem zainteresowań astronomicznych Gregorasa są: Zachęta do astronomii (Parakletiké perí astronomían) i Przeciw wrogom astronomii (Perí ton hybrizonton ten astronomían). Uczony interesował się szczególnie astrolabium.
Z bogatej spuścizny epistolograficznej zachowało się 161 listów Gregorasa do różnych adresatów, które mają dużą wartość dla poznania dziejów Bizancjum tego okresu.